# Етип
Етип (фр. Etupes) насеље је и општина у источној Француској у региону Франш-Конте, у департману Ду која припада префектури Монбелијар.
По подацима из 2011. године у општини је живело 3557 становника, а густина насељености је износила 360,39 становника/km². Општина се простире на површини од 9,87 km². Налази се на средњој надморској висини од 337 метара (максималној 406 m, а минималној 319 m).

## Демографија
| 1962. | 1968. | 1975. | 1982. | 1990. | 1999. | 2011. |
| ----- | ----- | ----- | ----- | ----- | ----- | ----- |
| 2.471 | 5.198 | 5.250 | 4.671 | 3.603 | 3.543 | 3.557 |

График промене броја становника у току последњих година